# Castrezzone
Castrezzone è una frazione del comune bresciano di Muscoline.

## Storia
La località è un piccolo villaggio agricolo di antica origine.
Castrezzone divenne frazione di Muscoline su ordine di Napoleone, ma gli austriaci annullarono la decisione al loro arrivo nel 1815 con il Regno Lombardo-Veneto.
Dopo l'unità d'Italia il paese crebbe da meno a più di trecento abitanti. Fu il fascismo a decidere la soppressione del comune unendolo a Muscoline.